# Revers (kleding)

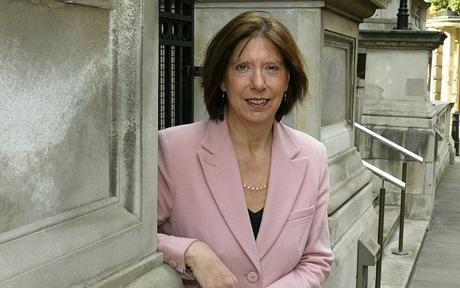
Barones Jean Coussins met een jasje met gepunte revers

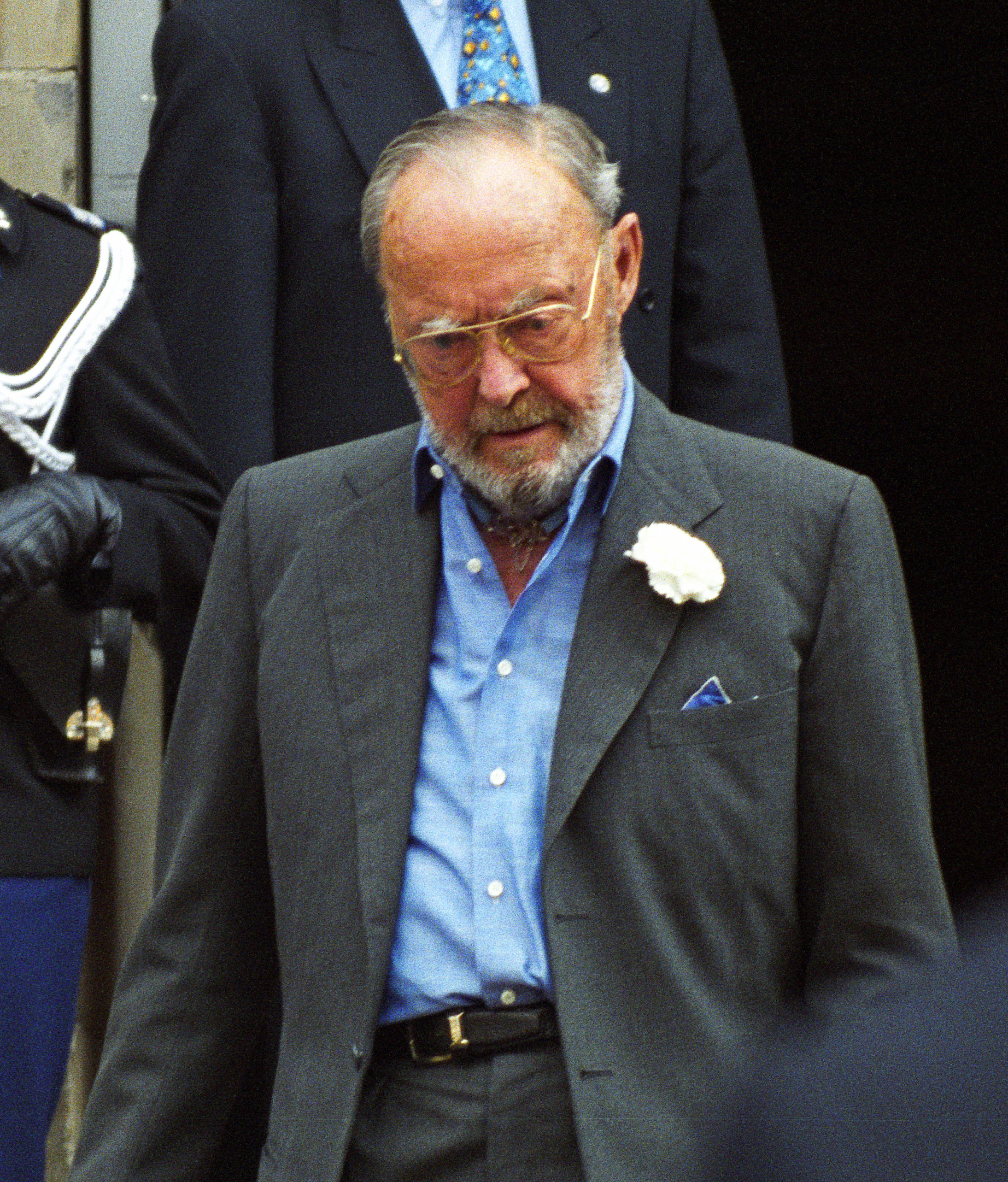
Prins Bernhard met een witte anjer als corsage op de linker revers.

Revers (ook: lapel) zijn de links en rechts teruggevouwen voorpanden, in het verlengde van de kraag, aan de voorzijde van bijvoorbeeld een jas, een colbert of een blazer.
De revers lopen meestal door in een beleg aan de onderzijde.

Driehoekige haak revers
Gepunte opgesneden revers
Geronde shawlkraag revers

In de linker revers van colberts voor mannen is meestal een knoopsgat aangebracht. Een knoopsgat op beide revers is ook mogelijk. Zo'n knoopsgat wordt gebruikt voor het bevestigen van bijvoorbeeld een corsage of andere knoopsgatversiering.